# 戰國ARMORS
《戰國ARMORS》是由榊正太創作的日本漫畫，於日本《週刊少年Jump》2011年14號開始連載，2011年31號完結。

## 故事簡介
戰國時代1582年，織田信長於本能寺之變中，因遭家臣的背叛而含恨離世。於織田信長死後的十年，豐臣秀吉討伐了本能寺之變的主謀者明智光秀，並一統天下。在豐臣秀吉一統天下的同時，威力強大的武器「甦土武」全部都歸於他管轄下，令甦土武落壞心腸的人手中，不斷帶給平民恐怖及痛苦。本故事就是講述織田家的「公主」阿長及家臣明智光秀等人，討伐豐臣秀吉的旅途，希望世界可回復原本的安寧。

## 登場人物

### 主要人物
- 天海/明智光秀

本故事的主角，擁有一頭黑色的尖髮，身上多處地方都包上繃帶。居住於任何權力都不能入侵的菩提寺。為人貪戀色欲，常對女士起色心。大永6年（1526年）出生，66歲。
雖是一名流浪僧，但事實上，真正的身份為織田氏家臣明智光秀，擁有著一騎當千的破壞力，被譽為織田軍最強的遊撃手。
於本能寺之變中，明智光秀中了豐臣秀吉的圈套，冠上了殺害織田信長之污名及被豐臣秀吉的軍團追殺，從此成為「天下的逆賊」。
其後，於與神子田一戰後，與織田氏公主阿長及弟子無垢踏上討伐豐臣秀吉的旅途。
初出現於第一幕。
甦土武：迦樓羅
「攝氏一百度」
「攝氏五百度」
「攝氏一千度」
「攝氏三千度　南無阿彌陀佛」
「般若心拳」
「攝氏四千度　般若炎手刀」
「般若炎掌拳」
「攝氏三千度　炎手正拳」
- 阿長

本故事的女主角，今年16歲，擁有一把橙色的頭髮，被譽為岐阜第一美女。
為織田信長的女兒，織田氏的「公主」。
於織田信長死後，被幽禁於岐阜城十年，並被逼嫁給豐臣秀吉作妾身。在前往嫁給豐臣秀吉的途中，被和尚天海救出。
其後，經過和尚天海與神子田一戰後，得知和尚天海就是織田家的家臣明智光秀。於戰後，阿長與明智光秀及無垢便踏上討伐豐臣秀吉的旅途。
於第八幕中，因喝下了伊達家的「變若水」而返老還童，身體變小了。
初出現於第一幕。
- 無垢

為明智光秀的弟子，是一名甦土武裝備師。每當師父明智光秀對女士起色心時，便利用錘或尺等工具揍明智光秀，以阻止他的色慾思想。
於明智光秀與神子田一戰後，與師父明智光秀及織田家公主阿長踏上討伐豐臣秀吉的旅途。
初出現於第一幕。
- 石川五右衛門

頭帶著頭巾，左右臉頰及下巴都有花紋，常不穿上衣。性格上與明智光秀不相伯仲，是一名經常玩弄女性的小色狼。
以前是忍者，隸屬伊賀流，懂得伊賀流隠密的移動術浮。
現在為天下第一大盜，站於盜賊這一職業的頂點，被視為最危險的一級通緝犯。以偷取有權有錢的大名財產，再把偷來的東西發給平民為宗旨，對於平民來說，是一名大英雄。
於第三幕中，明智光秀為保護街上的平民擋下了大炮的攻擊，石川五右衛門認為欠下了明智光秀這次人情，從而接受織田家公主阿長的邀請，成為「伊達討伐戰的帶路人」，一同踏上討伐豐臣秀吉的旅途。
初出現於第三幕。
「浮」
伊賀流隠密移動術。以靈巧的雙腳高速移動的秘技。
甦土武：夜叉

### 織田氏
- 織田信長

被稱為「戰國的霸王」的戰國猛將，是織田氏的家主。
創造出各式各樣的甦土武，並因為創造出威力強勁的甦土武而又被稱為「第六天魔王」。
女兒為阿長，妹妹為阿市。
- 阿長

詳細參見# 主要人物
- 明智光秀

詳細參見# 主要人物
- 阿市

為織田信長的妹妹，被譽為「天下第一美女」。
曾經救過石川五右衛門，但現在被武田信玄關在信濃國趣訪湖。
初出現於第九幕。
甦土武：人魚

### 豐臣氏
- 豐臣秀吉

於本能寺之變後的十年期間統治了天下，雖有「一統天下」之名，但實際上是個極度冷血及毫無仁慈之心的暴君，會將反對自己的人統統趕盡殺絕。
於本能寺之變中，將織田信長殺害並將其罪名嫁禍於明智光秀。
於統一天下後，甦土武全部都歸於豐臣秀吉手上管轄。

#### 黃母衣眾
黃母衣眾為豐臣家的親衛隊。
- 神子田

隸屬「黃母衣眾」。
初出現於第一幕。
甦土武：青鬼

### 伊達氏
- 伊達政宗

為伊達氏的家主，外號「獨眼龍」，是雄霸奧州的北方霸王。右眼被眼罩掩蓋，且個子很矮。
於人取橋之戰中，僅只有七千名伊達軍被三萬敵軍重重包圍，但在月色當空下，從天而降的「獨眼龍」伊達政宗只一人就把三萬敵軍如同螞蟻般屠戮殆盡掉。
與豐臣秀吉聯手後，得到了更強大的力量。豐臣秀吉將甦土武「夜叉」送給伊達政宗，令伊達政宗擁有與明智光秀甦土武「迦樓羅」一樣威力的甦土武。
初出現於第五幕。
甦土武：夜叉
「空刃弦月」
「半月亂刃」
「空刃奧技 望月」
- 片倉小十郎

為伊達氏的家臣，擔任伊達政宗的隨從及軍師，本名為片倉景綱，通稱「片倉小十郎」。
喜歡吹笛。
初出現於第四幕。

#### 黑脛巾組
黑脛巾組為服侍伊達家的隱眾，成員皆為忍者。
- 大哥（暫名）

為「黑脛巾組」成員，頭部帶著有牛角的頭罩。
接到豐臣秀吉的命令，把「公主」阿長抓走以換取黃金萬兩。
初出現於第二幕。
甦土武：牛頭
「牛頭爆壞」

### 武田氏
- 武田信玄

被稱為「甲裴之虎」的軍神，是一位連織田信長都甘拜下風的戰國猛將。
擁有相當優秀的統率力及對人才培養的敏銳力。
初出現於第九幕。

## 甦土武
甦土武（ARMORS）由織田信長所創造的，於戰國時代被稱為最強大的兵器。甦土武是從古老靈獸的屍體精製而成，使用者需利用自身的生命力來喚醒藏於甦土武的力量。正正因為其魔術般的威力及强大的破壞力，令到甦土武的創造者織田信長被稱為「第六天魔王」。
織田信長將各式各樣的甦土武分給全國的大名，並訂下鐵則「絕不能為私利私欲而使用，要把它作為斬斷戰國之亂的正義之刃」。但自豐臣秀吉統一天下後，甦土武全部都歸於豐臣秀吉管轄，甦土武武者為了一己私利而胡亂揮動自己的甦土武。
使用甦土武的時候，需把甦土武的插頭插到身上的插孔，並說出「丹田呼應，戰鬥之態，甦土武××××出陣」，而供生命力給甦土武。

### 五大甦土武
在眾多甦土武中，最為特別及力量強大的五種甦土武。被冠以守護神之名，只有織田信長的忠臣才可擁有的。其中包括：
- 迦樓羅

使用者：明智光秀
甦土武四號機。為臂鎧型甦土武，外型為一隻巨大的籠手，表面印有織田氏家紋「織田木瓜」及「04」。甦土武「迦樓羅」為五大甦土武之一，裝備在明智光秀的右手，而插孔則在明智光秀身體的背部。是一隻會綻放出橙色光芒及散放著灼熱的籠手，有著能把一切都可燒至灰燼的力量。
- 夜叉

使用者：伊達政宗 → 石川五右衛門
甦土武五號機。為足甲型甦土武，表面印有織田氏家紋「織田木瓜」及「05」。甦土武「夜叉」為五大甦土武之一，裝備在伊達政宗的雙腳。甦土武「夜叉」有著強勁的吸力，能將空氣吸入再將其壓縮發出。甦土武「夜叉」擁有著支配風的力量，並有讓伊達政宗飛起來的能力。

### 其他甦土武
- 帝釋天

甦土武零號機。史上最強的甦土武，現在被封印著，需要織田信長的親血族才能將其解封。
- 青鬼

使用者：神子田
為槍型甦土武，外型是一把三日月形的刀槍。插孔在神子田在身體的腹部。是由豐臣秀吉所賜於神子田的。
於第一幕，與明智光秀交戰中，被明智光秀的甦土武「迦樓羅」燒毀了。
- 牛頭

為金棒型甦土武，外型為一把有牛角的狼牙棒。插孔在身體的腹部。插孔在身體的腹部。
於第二幕，與明智光秀交戰中，被明智光秀的甦土武「迦樓羅」打碎了。
- 人魚

使用者：阿市
為水槽型甦土武，外型為一個大型水槽。有著長生不老不死的力量，能製做出「變若水」。

## 各話標題
| 話數   | 標題            |
| ------ | --------------- |
| 第一幕 | 忠義再現        |
| 第二幕 | 明智光秀        |
| 第三幕 | 天下第一大盜    |
| 第四幕 | 來到松本城      |
| 第五幕 | 相對            |
| 第六幕 | 開戰            |
| 第七幕 | 甦土武 「夜叉」 |
| 第八幕 | 決著            |
| 第九幕 | 血族的命運      |
| 第十幕 | 軍神一招        |

## 出版書籍
| 集數 | 日文標題 | 中文標題       | 集英社       | 集英社                 | 東立出版社    | 東立出版社             |
| 集數 | 日文標題 | 中文標題       | 發售日期     | ISBN                   | 發售日期      | ISBN                   |
| ---- | -------- | -------------- | ------------ | ---------------------- | ------------- | ---------------------- |
| 1    |          | 忠義再臨       | 2011年8月4日 | ISBN 978-4-08-870278-0 | 2014年2月21日 | ISBN 978-986-332-948-0 |
| 2    |          | 在那天到來之前 | 2011年9月4日 | ISBN 978-4-08-870299-5 | 2014年2月21日 | ISBN 978-986-332-949-7 |

## 外部連結
- 戰國ARMORS（日語）